# 1580 год в литературе

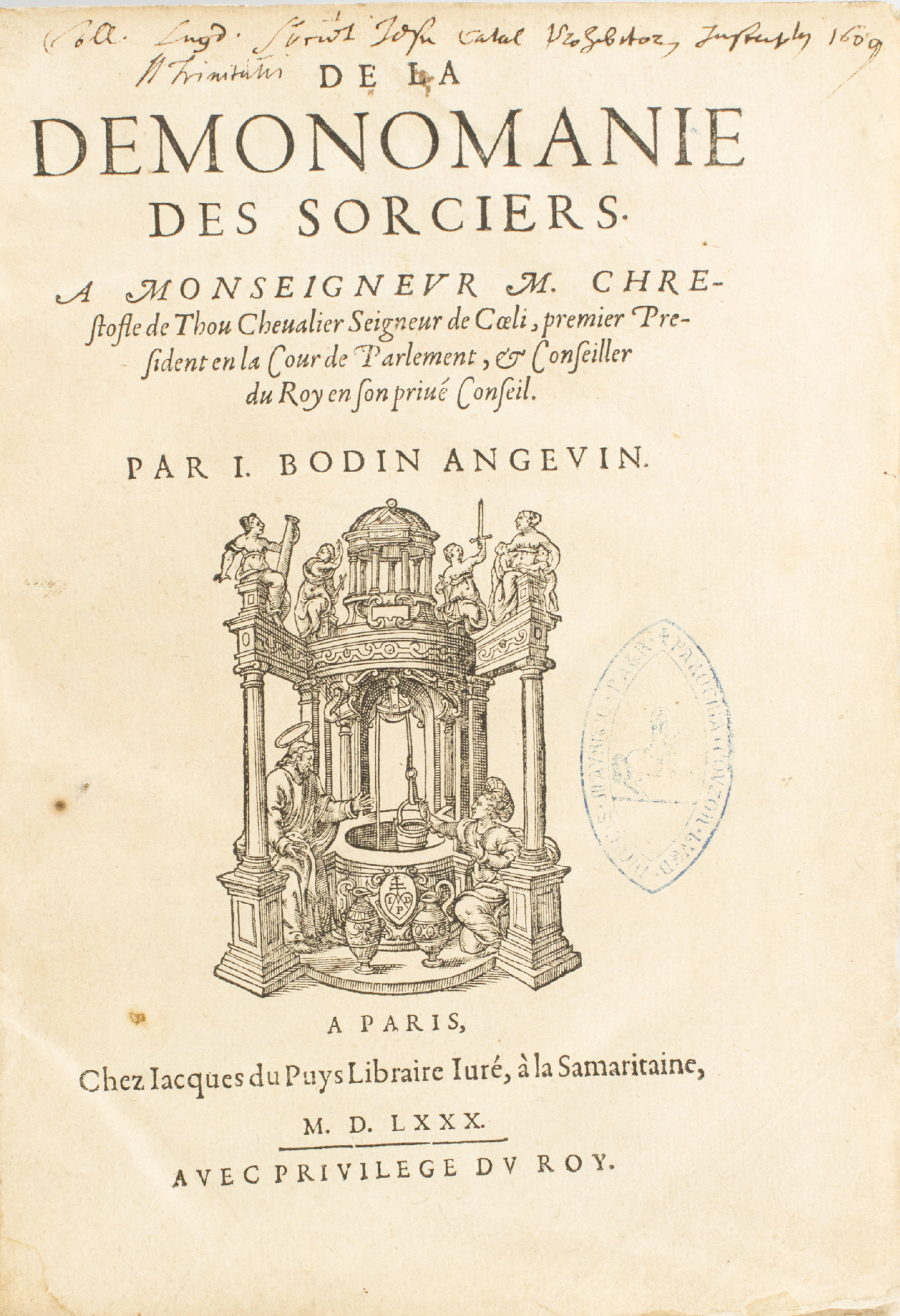
«Демономания колдунов» Жана Бодена

## События
- 12 июля — несколько экземпляров «Острожской Библии» опубликованы первопечатником Иваном Фёдоровым в Остроге.
- июль — Эдмунд Спенсер, английский поэт елизаветинской эпохи, назначен секретарём Артура, 14-го лорда Грея де Уилтон (1536—1593).
- 8 октября — Вероника Франко, венецианская куртизанка и поэтесса эпохи Возрождения, защищалась от обвинений инквизиции в колдовстве и ереси.
- Мухаммад Кули Кутб-шах, выдающийся поэт, писавший на языках урду, фарси и телугу, взошёл на престол султаната Голконды.

## Новые произведения
- «Трены» — цикл из 19 стихотворений-плачей польского поэта Яна Кохановского.
- «Опыты» — книга Мишеля де Монтеня, французского писателя и философа эпохи Возрождения[1].
- «Lyricorum libellus» — книга элегий и эпиграмм Яна Кохановского, польского поэта эпохи Возрождения, первого великого национального поэта.
- «Lettere familiari a diversi» — книга Вероники Франко, венецианской поэтессы.
- «Демономания колдунов» — книга Жана Бодена, французского политика, философа[2].
- «Эвфуэс» — роман Джона Лили, английского драматурга и романиста, одного из предшественников Шекспира (первая часть — 1579, вторая — 1580).

## Родились
- 9 января — Джон Смит, английский писатель и моряк (умер в 1631).
- 18 апреля — Томас Мидлтон, английский поэт и драматург якобинской эпохи (умер в 1627).
- 9 июня — Даниэл Хейнсий, нидерландский филолог, издатель, поэт и драматург (умер в 1655).
- 11 июля — Пьер Годолен, лангедокский поэт (умер в 1649).
- 18 августа— Просперо Бонарелли делла Ровере, итальянский поэт, драматург и писатель (умер в 1659).
- 14 сентября — Франсиско де Кеведо, барочный испанский поэт и прозаик золотого века. Его произведения принадлежат к общепризнанным вершинам испанской литературы (умер в 1645).
- 12 октября — Ортенсьо Феликс Парависино, испанский оратор и поэт, реформатор церковной проповеди (умер в 1633).
- Лин Мэнчу, китайский писатель эпохи Мин, драматург, библиофил и издатель (умер в 1644).
- Антонью ди Андради, португальский иезуит и путешественник, автор книг о Тибете (в 1624 и 1626 годах). Опубликованные на португальском языке в Лиссабоне, вскоре переведены на другие европейские языки, оказав огромное влияние на знания европейцев о Тибете и отношение к нему.
- Филипп Клювер, немецкий учёный, автор сочинения «Introductio in universam geographiam tam veterum quam novam», первый удачный опыт систематической обработки географии во всём её историко-политическом объёме (умер в 1623).
- Симон Окольский, составитель польского гербовника, автор геральдического сочинения «Orbis Poloni» (в переводе с латыни — «Мир Польский») — трёхтомный геральдический справочник, написанный на латыни, в котором содержалось описание всех польских дворянских гербов, с указанием их происхождения, связанных с ними легенд, перечнями фамилий, относящихся к каждому гербу, и выдающимися деяниями представителей того или иного рода. Автор дневников (умер в 1653).
- Мануэл де Алмейда, португальский иезуит, автор работ «История Эфиопии» и «Исторические письма» (умер в 1646).
- Пьер Бержерон, французский путешественник, автор историко-географических сочинений (умер в 1637).
- Андрей Мужиловский, монах Киево-Печерской лавры, писатель-полемист (умер в 1640).

## Умерли
- 10 июня — Луиш де Камоэнс, португальский поэт, крупнейший представитель литературы Возрождения в Португалии XVI века, автор общепризнанного шедевра мировой литературы — национальной эпической поэмы «Лузиады», один из основоположников современного португальского языка (род. ок. 1524).
- 22 июня — Эрнандо де Акунья, испанский поэт Золотого века Испании, переводчик (род. в 1520 году).
- 8 октября — Иероним Вольф, немецкий гуманист, филолог, основатель византинистики. Составил свои переложения некоторых сочинений ряда античных авторов с многочисленными замечаниями, комментариями и предложениями.
- 3 ноября — Херонимо Сурита-и-Кастро, арагонский историк, автор книги «Anales de la corona de Aragon» (Сарагосса, 1562—1579), охватывающей историю Арагонии с древнейших времён до Фердинанда Католика (род. в 1512 году).